# Victoria Ocampo
Ramona Victoria Epifania Ocampo CBE, (født 7. april 1890 i Buenos Aires i Argentina, død 27. januar 1979 i Buenos Aires), var en argentinsk forfatter.
Victoria Ocampo voksede op i en velhavende familie i Buenos Aires og er uddannet i hjemmet af en fransk hjemlærer.
7. april 2014 dedikerer Google deres Google Doodle til Victoria Ocampo i anledning af hendes 124-års fødselsdag.